# Geopark Kyffhäuser

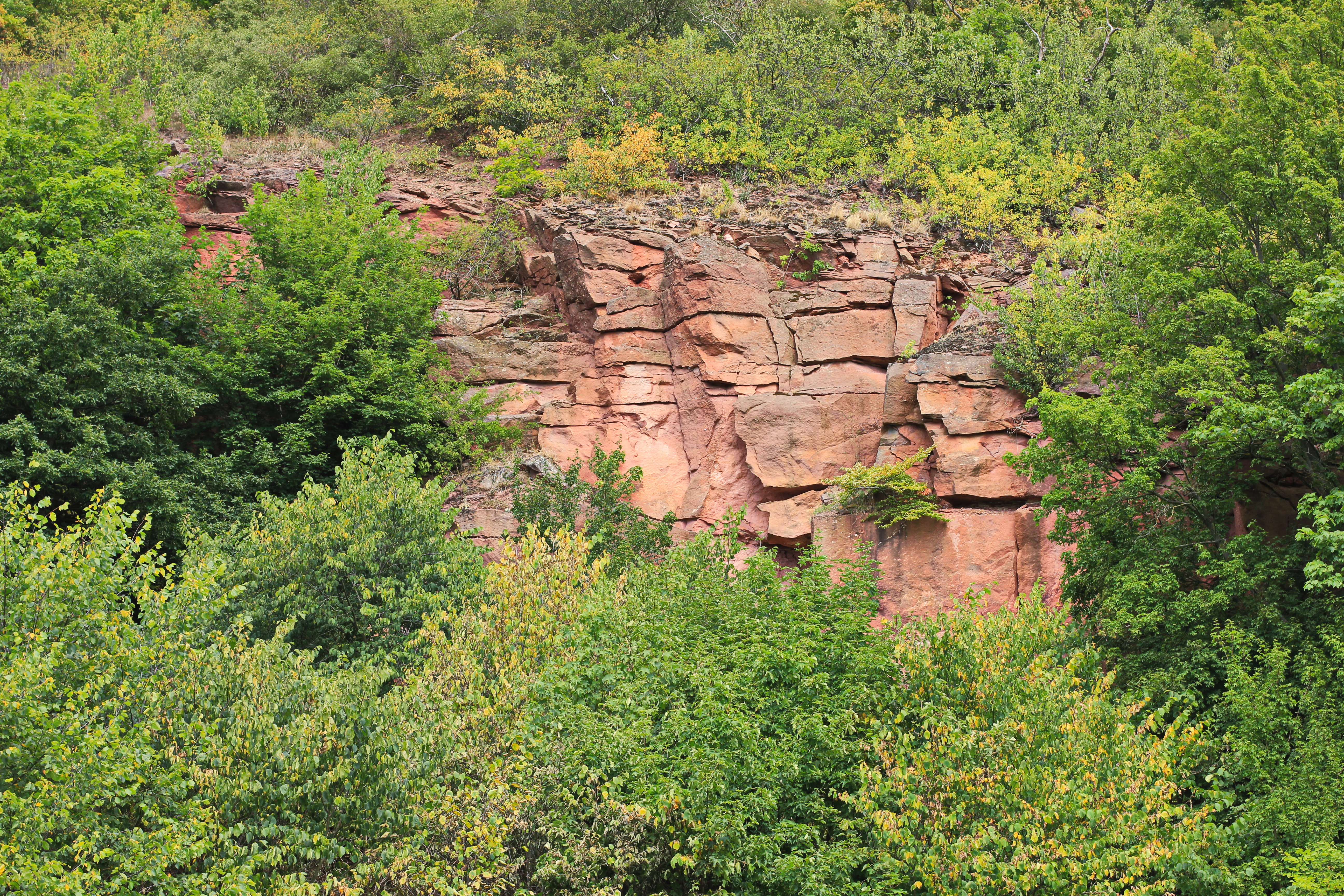
Sandsteinformation am Kyffhäuser-Denkmal

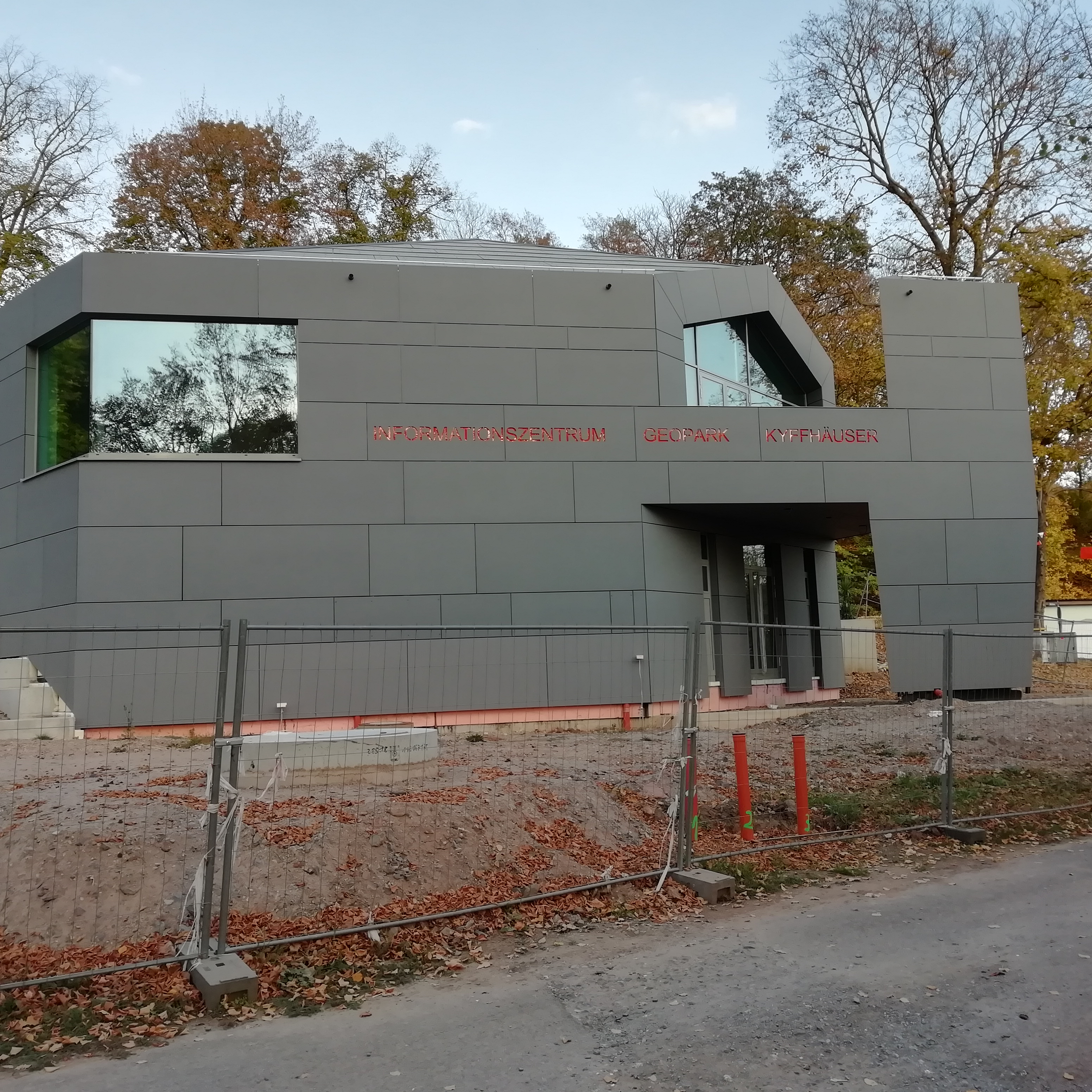
Geo-Informationszentrum unterhalb des Eingangs zur Barbarossahöhle

Der Geopark Kyffhäuser (Eigenschreibweise GeoPark Kyffhäuser) liegt südlich des Harzes und umfasst eine Fläche von etwa 833 km². Namensgeber für diesen Geopark ist das Kyffhäusergebirge, das auf kleinstem Raum viele verschiedene Landschaftsformen vereint.
Überragt wird der Geopark vom Kyffhäuserdenkmal, das aus dem typischen roten Sandstein der Region erbaut wurde. Neben dieser auffälligen Landmarke zeigen viele Burgen und Schlösser der Region, wie der Stein aus dem Untergrund genutzt wurde.
Einblicke in zahlreiche Gesteinsschichten gewähren Steinbrüche, die Barbarossahöhle oder das Erlebnisbergwerk in Sondershausen. Auch die Ergebnisse archäologischer Ausgrabungen, wie die Königspfalz Tilleda oder der Fundplatz Bilzingsleben, gehören zum Geopark.
Die Förderung von Sole und das Versieden zu Speisesalz sorgte früher für den Reichtum der Region und prägt heute die Salzlandschaft im Süden von Bad Frankenhausen. Auch Kupferschiefer wurde abgebaut. Fördertürme oder Halden in der Region erinnern noch heute an den Bergbau.
Das Kyffhäusergebirge bildet den zentralen Teil des Geoparks Kyffhäuser, welcher außerdem die benachbarten Landschaften mit einschließt, wie die Südhälfte der Goldenen Aue, das Kyffhäusergebirge, die Windleite, Diamantene Aue, die gesamte Hainleite östlich von Straußberg bis zur Thüringer Pforte bei Sachsenburg, einschließlich der sich weiter östlich befindenden Schmücke, Schrecke, Bottendorfer Höhe und der Finne bis zur (westlich der) Linie Wiehe – Lossa – Rastenberg. Das bedeutet, dass sich im Geopark auch das Unstruttal zwischen Etzleben bis zum Wendelstein befindet, einschließlich dem gesamten Wippertal zwischen Kleinfurra bis zur Mündung in die Unstrut. Die Helme zwischen Uthleben und Katharinenrieth bildet in etwa die Nordgrenze. Ganz im Süden befinden sich die nördlichen Teile des Thüringer Beckens zwischen Frömmstedt und Rastenberg. Letzterer Ort bildet den äußersten Südostpunkt dieses Territoriums.